# Foliación
En matemáticas, una foliación es una partición en subvariedades diferenciables de otra variedad diferenciable (de tal modo que todas las subvariedades que conforman la foliación son de la misma dimensión m, siendo m menor que la dimensión de la variedad original).
Intuitivamente una foliación es como un conjunto de cortes o lonchas finas de la variedad original en piezas de la misma dimensión. Por ejemplo se puede foliar espacio euclídeo tridimensional considerando que se trata de un apilamiento de infinitos planos euclídeos uno encima de otro. Cuando una variedad admite una foliación entonces localmente tiene una estructura topológica de variedad producto.

## Definición
Más formalmente, una foliación F de dimensión p o foliación p-dimensional de una variedad M es un recubrimiento topológico, formado por conjuntos Ui y equipado además con aplicaciones:

{\displaystyle \phi _{i}:U_{i}\to \mathbb {R} ^{n}}

tal que en los solapes {\displaystyle U_{i}\cap U_{j}} las funciones {\displaystyle \varphi _{ij}:\mathbb {R} ^{n}\to \mathbb {R} ^{n}} definidas mediante:

{\displaystyle \varphi _{ij}=\phi _{j}\phi _{i}^{-1}}

tienen la forma:
{\displaystyle \varphi _{ij}(x,y)=(\varphi _{ij}^{1}(x),\varphi _{ij}^{2}(x,y))}

Donde {\displaystyle x} denota las primeras {\displaystyle n-p} coordenadas, y {\displaystyle y} denota las últimas p coordenadas. Es decir,

{\displaystyle \varphi _{ij}^{1}:\mathbb {R} ^{n-p}\to \mathbb {R} ^{n-p}}
y
{\displaystyle \varphi _{ij}^{2}:\mathbb {R} ^{n}\to \mathbb {R} ^{p}}.

Definición: Una foliación {\displaystyle p}-dimensional, de una variedad {\displaystyle M} {\displaystyle n}-dimensional es una descomposición de {\displaystyle M} en la unión de subvariedades disjuntas {\displaystyle L_{\alpha }}, llamadas hojas de la foliación, con la siguiente propiedad: cada punto en {\displaystyle M} tiene un entorno abierto {\displaystyle U} con coordenadas locales {\displaystyle (x_{1},\dots ,x_{n}):U\longrightarrow \mathbb {R} }, tal que, para cada hoja {\displaystyle L_{\alpha }} se tiene {\displaystyle U\cap L_{\alpha }=\left\{x\in U:x_{p+1}={\text{constante}},\dots ,x_{n}={\text{constante}}\right\}}.
Sean {\displaystyle M} y {\displaystyle N} variedades de dimensiones {\displaystyle n} y {\displaystyle q}, respectivamente, con {\displaystyle q\leq n}, y  {\displaystyle f:M\longrightarrow N} una submersión. Por el Teorema de la función implícita se sigue que {\displaystyle f} induce una foliación en {\displaystyle M} de dimensión {\displaystyle n-q}, donde las hojas de la foliación vienen definidas por {\displaystyle f^{-1}(x)} para cada {\displaystyle x\in N}.

## Ejemplos

### Espacio euclídeo
Consideramos un espacio {\displaystyle n}-dimensional y la foliación formada por el producto de subespacios formados por los puntos cuyas {\displaystyle n-p} primeras coordenadas son constantes. Es decir, :{\displaystyle \mathbb {R} ^{n}=\mathbb {R} ^{n-p}\times \mathbb {R} ^{p}} y las hojas son los espacios {\displaystyle p}-dimensionales enumerados por los distintos valores posibles de las {\displaystyle n-p} primeras coordenadas.
Por ejemplo, para {\displaystyle n=3} y {\displaystyle p=2}, se obtiene la descomposición de {\displaystyle \mathbb {R} ^{3}} en las hojas {\displaystyle \{x\}\times \mathbb {R} ^{2}}, siendo {\displaystyle x} un número real.

### Submersiones
Consideramos {\displaystyle M=\mathbb {R} ^{3}\setminus \{(0,0,0)\}}. La función {\displaystyle f:M\longrightarrow \mathbb {R} ,f(x,y,z)=2x^{2}+3y^{2}+4z^{2}} es una submersión. 
Entonces hay una foliación en {\displaystyle M} inducida por {\displaystyle f}, cuyas hojas son {\displaystyle L_{\lambda }=\{(x,y,z)\in \mathbb {R} ^{3}:f(x,y,z)=\lambda \}}, con {\displaystyle \lambda \in \mathbb {R} }.
Otro ejemplo de foliación, a partir de una submersión, muy conocido es la Fibración de Hopf.

### Cubiertas
Si {\displaystyle M\to N} es una aplicación continua y exhaustiva entre variedades y {\displaystyle F\,} es una foliación sobre {\displaystyle N\,}, entonces la aplicación anterior induce una foliación sobre {\displaystyle M\,}(pull-back de la aplicación anterior).

## Foliaciones e integrabilidad de campos n-formas
Existe una relación estrecha entre foliaciones e integrabilidad de conjuntos de n-formas. Dado un campo vectorial que no se anula nunca, definido sobre una variedad diferenciable {\displaystyle {\mathcal {M}}} de dimensión n, sus curvas integrales forman una foliación 1-dimensional (es decir, una foliación de codimensión n-1).
El teorema de Frobenius, debido a Ferdinand Georg Frobenius, generaliza el resultado anterior estableciendo que las condiciones necesarias y suficientes para que una distribución (i. e. un subfibrado de dimensión n - p del fibrado tangente) sea tangente a las hojas de una foliación, son que el conjunto de campos vectoriales tangentes a la distribución sea cerrado bajo el paréntesis de Lie. Uno puede reformular esto de manera diferente, en términos de grupos. Si el grupo {\displaystyle GL(n)} definido sobre el fibrado tangente admite es reducible a un subgrupo entonces la distribución es integrable.
Una aplicación práctica del teorema de Frobenius anterior son las condiciones de integrabilidad en un sistema hamiltoniano para el que existe n integrales de movimiento. Si estas integrales están en involución (i. e. sus paréntesis de Poisson se anulan, o equivalentemente los paréntesis de Lie de sus campos vectoriales asociados comuntan) entonces el sistema es integrable, admitiendo n foliaciones cuya intersección es una foliación 1-dimensional que coincide con las trayectorias del movimiento.